# The Shift
The Shift es una película de suspenso y ciencia ficción estadounidense de 2023 escrita y dirigida por Brock Heasley y protagonizada por Kristoffer Polaha, Neal McDonough, Elizabeth Tabish, Rose Reid, John Billingsley, Paras Patel, Jordan Alexandra y Sean Astin. Se estrenó en cines el 1 de diciembre de 2023.

## Sinopsis
Kevin Garner se encuentra con un hombre misterioso conocido como "El Benefactor". Cuando Kevin rechaza la tentadora oferta de riqueza y poder del hombre, se ve transportado a realidades totalitarias alternativas, encontrándose con mundos infinitos y elecciones imposibles, mientras intenta regresar con la mujer que ama.

## Reparto
- Kristoffer Polaha como Kevin Garner[3]
- Neal McDonough como el Benefactor[3]
- Sean Astin como Gabriel
- Elizabeth Tabish como Mollfy Garner
- Jason Marsden como Cyrus
- Emily Rose como Tabatha
- Rose Reid como Tina
- Jordan Alexandra como Priya Nadir
- Nolan North como Brett
- John Billingsley como Russo
- Paras Patel como Rajit Nadir
- Jordan Walker Ross como Brendan

## Producción
La fotografía principal comenzó el 30 de enero de 2023 en Birmingham, Alabama, y se rodó durante seis semanas. El plan original era rodar la película en Atlanta, Georgia.

## Estreno
The Shift tuvo una proyección temprana en el 168 Film Festival en Fayetteville, Georgia, el 3 de noviembre de 2023. Originalmente, la película estaba programada para estrenarse en los cines en enero de 2024,  pero se adelanto al 1 de diciembre de 2023.